# Nathaniel Mackey
Pour les articles homonymes, voir Mackey.
Nathaniel Mackey, né en 1947 à Miami (Floride), est un poète, romancier, critique d'art, éditeur et universitaire afro-américain. 

## Biographie
Nathaniel Mackey est le fils de Sadie Jane Wilcox, et d'Alexander Obadiah Mackey. En 1951, ses parents divorcent. Sa mère, ses deux frères, sa sœur et lui s'installent en Californie du Nord. 
Très jeune, Nathaniel Mackey se passionne pour la musique gospel, puis pour le cool jazz de Miles Davis, le jazz spirituel de John Coltrane et, enfin, pour le jazz avant-gardiste d'artistes comme Ornette Coleman ou Sonny Rollins. 
Lors de ses études secondaires, il s'oriente vers une carrière scientifique. La découverte de la littérature et de la poésie vont modifier son parcours de vie, en particulier la poésie. Dans les années 1960, il se passionne pour la poésie avant-gardiste de William Carlos Williams et la poésie révolutionnaire d'Amiri Baraka dans les premières années du Black Arts Movement. 
Après ses études secondaires, il entre à l'université Princeton en 1965, où il obtient un Bachelor of Arts en 1969. Admis à l'université Stanford, il y soutient avec succès sa thèse de doctorat (Ph.D) en 1975. Lors de ses années à l'université de Princeton, il rencontre Amiri Baraka qui vient de fonder le Black Arts Repertory Theatre School à Harlem et qui le présentera aux poètes du Black Mountain, notamment Robert Duncan et Charles Olson. 
Ses études complétées, il devient professeur à l'université du Wisconsin, puis à l'université de Californie à Santa Cruz, avant d'obtenir un poste à l'université Duke en 1979,. Il y devient professeur de création littéraire. 
Il fonde la revue littéraire Hambone, qu'il dirige et anime.  
Il est élu chancelier de l'Academy of American Poets (2001-2007).
En 2010, il obtient une bourse de la fondation J.S. Guggenheim , suivront différents prix prestigieux.
Les poèmes de  Nathaniel Mackey sont régulièrement publiés par des magazines et revues littéraires telles que The Boston Review, The Nation, Poetry,  Academy of American Poets, The New Yorker. 
Nathaniel Mackey réside à Durham en Caroline du Nord.
Les manuscrits de Nathaniel Mackey sont déposés à la bibliothèque de l'université Emory.

## Œuvres
L'œuvre de Nathaniel Mackey est principalement centrée sur les éléments africains présents dans la culture américaine tels que les instruments de musique, le gospel, le ragtime, le jazz, le rhythm and blues et le rap.  Sont prises en compte leurs influences sur les compositeurs, la musique de divertissement, les écrivains et les peintres. 

### Recueils de poèmes
- Four for Trane, éd. Golemics, 1978
- Septet for the End of Time, éd. Boneset, 1983
- Eroding Witness, éd. University of Illinois Press, 1986
- School of Udhra, éd. City Lights Publishers,  1993, réédition 2001
- Whatsaid Serif, éd. City Lights Publishers, 2001
- Four for Glenn, éd. Chax Press, 2002
- Splay Anthem, éd.New Directions, 2006[21]
- Nod House, éd. New Directions, 2011
- Day After Day of the Dead, éd. New Directions, 2011
- Outer Pradesh, éd. Shearsman Books, 2014[22]
- Blue Fasa, éd. New Directions, 2015[23]
- Lay Ghost, éd.  Black Ocean, 2016

### Romans
- Bedouin Hornbook, éd. Sun and Moon Press, 1987, réédition  1997
- Djbot Baghostus's Run, éd. Sun and Moon Press, 1993, réédition 2000
- Atet, A.D., éd. City Lights Publishers, 2001[24]
- Bass Cathedral, éd. New Directions, 2008

### Essais
- Experimental Writing, éd. Cambridge University Press, 1993
- Song of the Andoumboulou, 18-20, éd. Moving Parts Press, 1994
- Discrepant Engagement: Dissonance, Cross-Culturality, and Experimental Writing, éd. University Alabama Press, 1993, rééd. 2000
- Paracritical Hinge: Essays, Talks, Notes, Interviews, éd.  University of Wisconsin Press, 2004, rééd. 2005
- Late Arcade, éd. New Directions, 2017[25],[26]

## Prix et distinctions
- 2016 : Lauréat du Prix Bobbitt National de poésie (avec Claudia Rankine)[27]
- 2015 : Lauréat du Prix Bollingen de poésie[28]
- 2014 : Lauréat du Prix de poésie Ruth Lilly décerné par la Poetry Foundation[8]
- 2010 : Obtention d'une bourse de la fondation J.S. Guggenheim[29]
- 2006 : Lauréat du National Book Award[30] pour le recueil Splay Anthem
- 1995 : Lauréat du Whiting Award[31]

### Articles et interviews
- The Ocean’s Tide: Parentheses in Kamau Brathwaite’s and Nathaniel Mackey’s Decolonial Poetics, article de Simon Eales pour la Cordite Review Poetry, 2017[32]
- Nathaniel Mackey on Sonny Rollins, article d'Al Filreis pour Jacket2, 2017[33]
- Poet Nathaniel Mackey to Visit South, article de Alice Jackson pour le Bulletin de l'université du Sud de l'Alabama, 2016[34]
- The Far Side of Mastery: An Interview with Nathaniel Mackey, interview pour la revue littéraire ASAP/Journal publié par les Presses de l'université Johns Hopkins , 2016[35]
- Nathaniel Mackey wins Yale’s 2015 Bollingen Prize for Poetry, article du Yale News, 2015[28]
- The Condition of Dream, Nathaniel Mackey's Blue Fasa, article de Margaree Little pour la Kenyon Review, 2015[36]
- The Song Sung in a Strange Land, interview menée par Andrew R. Mossin pour la revue universitaire The Iowa Review[37], vol 44, parution hiver 2014/2015[5]
- Nathaniel Mackey wins $100,000 Ruth Lilly Poetry Prize, article de Ron Charles pour The Washington Post, 2014[38]
- $100,000 Ruth Lilly Poetry Prize goes to Nathaniel Mackey, article de Carolyn Kellog pour le Los Angeles Times, 2016[39]
- Nathaniel Mackey’s Long Song, article sur le bulletin de l'université Duke Duke to Day, 2014[40]
- Famed lyric poet Nathaniel Mackey unites modernism, jazz and poets near and far, article de Chris Vitiellio pour le magazine Indy Week, 2014[41]
- The Atmosphere is Alive: Nathaniel Mackey in Conversation, interview menée par Sarah Rosenthal pour l'Academy of American Poets, 2014[42]
- Jazz Man, article de David Hadju pour le New York Times, 2008[43]
- Nathaniel Mackey and the Unity of All Rites, article de Norman Finkelstein pour la revue Contemporary Literature, Volume 49, Number 1, été 2008[44]
- Nathaniel Mackey’s niggling at the limits of language, article de Luke Harley pour la revue Jacket2, 2007[45]
- Conversation with  Nathaniel Mackey , interview menée par Kamau Brathwaite pour ma revue RainTaxi, 1999[46]
- An interview with Nathaniel Mackey, interview menée par Christopher Funkhouser pour la revue Callaloo, Vol. 18, No. 4, 1993[47]

### Essais
- Kamau Brathwaite et Chris Funkhouser : Conversations with Nathaniel Mackey, éd. We Press, 1999

### Documents audiovisuels
- Conversations et lectures sur le site PennSound[48]
- Canal UCTV (University of California Television) diffusé par YouTube[49]
- Canal de l'université Duke diffusé par YouTube[50],[51],[52]